# Пізньоцвіт анкарський
Пізньоцві́т анка́рський,  або колхікум анкарський (Colchicum ancyrense) — отруйна багаторічна рослина родини пізньоцвітових. Вид занесений до Червоної книги України у статусі «Вразливий». Декоративна культура.

## Опис
Невеличка трав'яниста рослина заввишки 5-15 см, геофіт, зимово-ранньовесняний ефемероїд. Бульбоцибулина обгорнута бурими оболонками, яйцеподібна. Стебло відсутнє. Листків зазвичай три, вони лінійні або лінійно-ланцетні, жолобчасті, сизувато-зелені з сосочками по краях. Квітки поодинокі, з'являються одночасно з листками у січні-березні; на одній рослині їх може бути від 1 до 5 штук. Оцвітина рожево-лілова, 2-3 см завдовжки.
Подібно до інших представників роду ця рослина містить отруйний алкалоїд колхіцин.

## Екологія та поширення
Вид світлолюбний, помірно посухостійкий і теплолюбний. Росте у справжніх, піщаних і кам'янистих степах, на кам'янистих схилах, зазвичай — в угрупованнях з типчаком.
Плодоносить у квітні-травні. Розмножується насінням.
Рослина зростає у Малій Азії, на Балканському півострові і прилеглих до нього південно-східних регіонах Середньої і Східної Європи. Через Україну проходить північна межа ареалу, тут пізньоцвіт анкарський трапляється у Криму і степах Північного Причорномор'я.

## Значення і статус виду
Як гарноквітучий вид потерпає від викопування цибулин на продаж, збирання квітів, а також зміни середовища, спричиненої залісненням, випасання худоби, витоптуванням тощо. Пізньоцвіт анкарський охороняється в Карадазьком природному заповіднику і Азово-Сиваському національному парку.
У квітникарстві використовується зрідка, поступаючись у популярності більш відомому пізньоцвіту осінньому.

## Систематика
У сучасній систематиці статус таксона остаточно не встановлено. Існують дві версії: згідно з першою, якої додержуються й українські дослідники, пізньоцвіт анкарський є окремим видом; згідно з другою, таксон розглядається як синонім Colchicum triphyllum Kunze.